# مسجد جامع نیشابور
مسجد جامع نیشابور

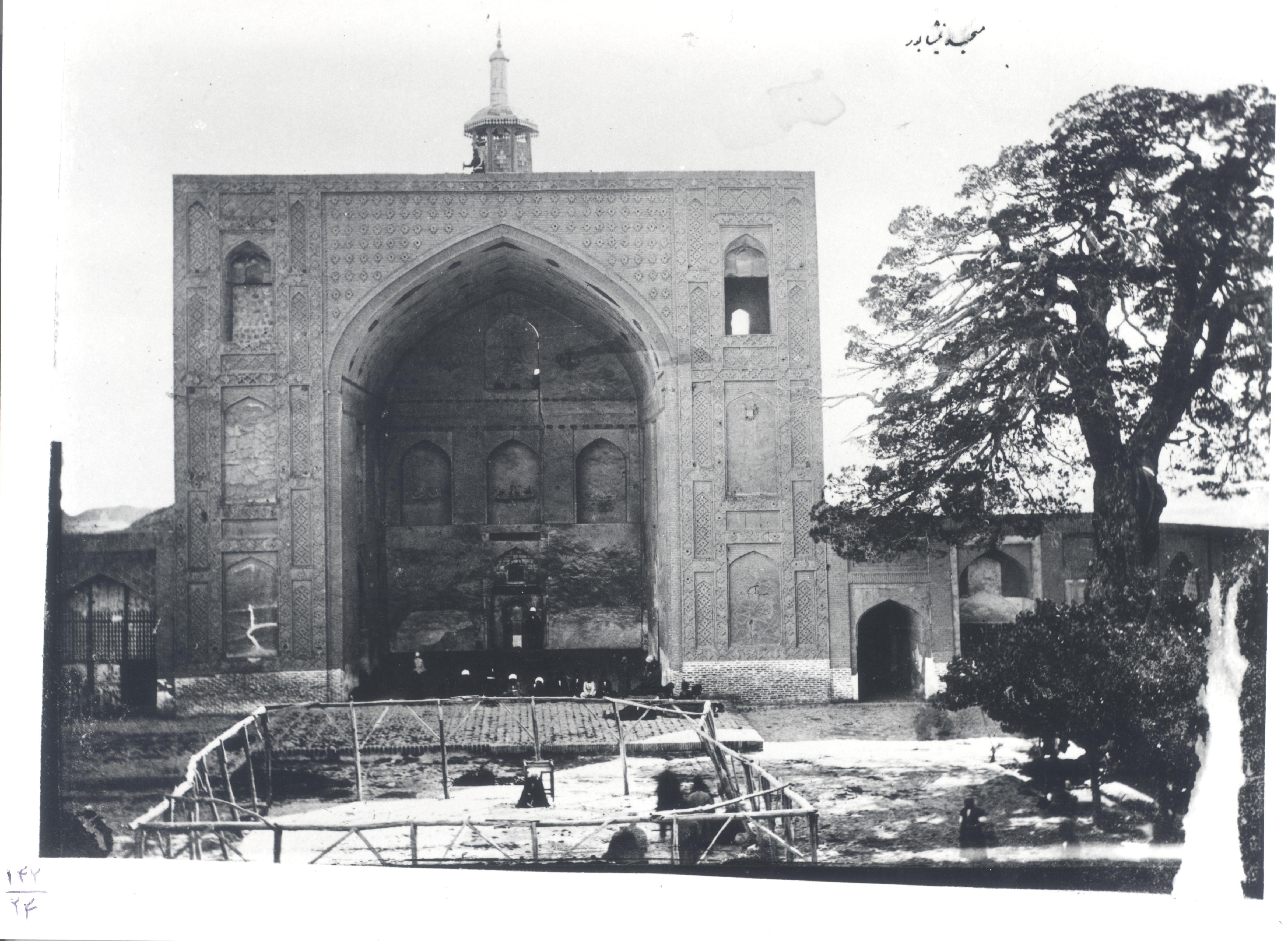
مسجد جامع نیشابور در اواخر سدهٔ ۱۳ هجری قمری

مسجد جامع نیشابور در ۱۹۷۵ (میلادی)

مسجد جامع نیشابور (ساختهٔ ۱۴۸۴م) بزرگ‌ترین مسجد در شهرستان نیشابور و کهن‌ترین سازهٔ به جامانده در نیشابور امروزین است که کاربری‌اش تغییر نکرده‌است. برجستگی معماری آن، ایوان مرکزی‌اش است که ۱۹/۵ متر بلندا دارد.

از بناهای ارزشمند دورهٔ تیموری نام برده می‌شود که به‌دست پهلوانی به نامِ علی بن بایزید کرخی در ۸۹۹ ق ساخته شده‌است. این مسجدِ جامع، چهار ایوان، سه درگاه و پنج کتیبه دارد، بی‌مناره و بی‌گنبد است. در فهرست آثار ملی ایران ثبت شده‌است.
پس از انقلاب ۱۳۵۷ ایران، این مسجد محلِّ برگزاری نماز جمعه، سخنرانی و منبر رسمی نیشابور شد؛ سپس یک پایگاه بسیج، یک مرکز فرهنگی دینی، یک کتابخانه نیمه‌پویا به نام امام خمینی در این مسجد برپا شد. نخستین سخنران سیاسی در این مسجد پس انقلاب، سید محمد بهشتی در ۷ دی ۱۳۵۹/ ۲۸ دسامبر ۱۹۸۰ بود.

## پیشینه
بیشتر منابع تاریخی دربارهٔ این مسجد، برگرفته از همان ۵ سنگ‌نوشته‌هایی است که اکنون در آن نصب است.

در ۱۴۸۴م/ ۸۹۹ ق ساخته شد. سازندهٔ آن پهلوانی به نامِ علی بن بایزید کرخی است که در دوران سلطان حسین بایقرا، عصر تیموریان می‌زیسته. متن سنگ‌نوشتهٔ بنیان‌گذاری‌اش که به خط ثلث است:
| از پهلوان علی ولد خاص با یزید     |  | ماند این بنا بشهر نشابور یادگار    |
| تک مسجدی که کعبه اهل یقین بود     |  | گردد تمام از کرم و فضل و کردگار    |
| اندر زمان خسرو غازی ولیعهد        |  | سلطان حسین حامی دین شاه کامگار     |
| در سال هشتصد و نود و نه بنا شده   |  | جائی که هست سجده گه خلق روزگار     |
| تاریخ این بخوان و دعائی ز روی صدق |  | بر خوان بحق و ساعی و خیرات بر شمار |

به‌هنگام بودن شاه عبّاس صفوی در نیشابور (اکتبر ۱۶۱۲م/ رمضان ۱۰۲۱م)، فرمان بازسازی این مسجد داده شد. متن دو سنگ‌نوشتهٔ صفوی در دو سوی درگاه نصب است و در اصل، فرمان‌هایی را بیان می‌کند:
شرایف محمد بی‌غایت و لطائف اثنیه بی‌نهایت خالقی را سزد که نقاط بدایع و رقوم صنایع را به‌امر کَون از حیز عدم به‌فضای وجود آورده و حضرات ملوک ذوالاقتدار را از میانهٔ کافه برایا به صفت جلالت و اختیار موصوف کرده‌است و به شیوهٔ عدل و احسانمأمور فرموده و صلوات بی‌انتها بر حضرت افضل رُسُل و خیر المرسلین و رَحمةً للعالمین و شَفیع المذنبین مُحمّد الامّی المَدَنی و آل اطهار او علیهم من صلواة افضلها.

واما به‌تاریخ شهر رمضان المبارک، سیچقان ئیل، سنه ۱۰۲۱ که ولایات خراسان مضرب سرادقات جاه و جلال نواب اشرف اقدس ارفع سلیمان مکان ظل سبحان متبوع اعاظم خواقین دوران و قبله افاخم و سلاطین حهان قائد عسکری المهدی صاحب الزمان علیه صلوات اله ملک المنان ابوالمطفر شاه عباس الصفوی بهادر خان خلداله ملکه و سلطانه گشته اهالی و رعایا و عجزه ولایات نیشابور را مشمول عواطف بیکران گردانیده و کیفیت احوال اهل آن دیار را از سیادت و نقابت پناه نجابت و هدایت دستگاه ناصر السیادة و النقابة و الدین امیر ابوالمعالیا نیشابوری که در این وقت در رکاب فیروزی انتساب و مورد تلطفات حضرت ظل اللهی بود استفسار نمودند و نقابت پناه مشارٌ‌الیه صورت پریشانی احوال اهل آن دیار را معروض داشته و در باب رفاه حال ایشان احکام مطاعة لازم الاطاعة نافذ گشت حکم جهانمطاع شد آنکه در این وقت بنایر عنایت بیغایت شاهانه و شفقت بلا نهایت پادشاهانه دربارهٔ محترفه بلده نیشابور از ابتدای چهار ماه سیچقان ئیل مال اصناف بلده مذکوره را سوای جهات قسطی به تخفیف و تصدیق مقرر فرمودیم بنابراین حکام و داروغگان و کلانتران عمال بلده مذکوره دستورها را اجرا نموده اصناف مذکور را مرفوع الاقلم دانسته یک دینار و یکمن بار بعلت مال و اصناف مذکوره و اخراجات خلاف حکم به‌هیچ وجه من الوجوه توجیه ننموده و طلب ننمایند و مال و جهات قسطی را موافق حساب بازیافت نمایند که به تخفیف مقرر نشده مستوفیان عظام کرام دیوان اعلی رقم این عطیه را در دفاتر خلود ثبت نموده و به تخفیف و تصدیق عمل نمایند و از تاریخ مذکوره مسود آن را مؤکد به لعنت نامه نمایند و در عهده دانند. تحریراً فی التاریخ سنة احدی و عشرین بعد الألف، ۱۰۲۱ هق.
سنگ‌نوشتهٔ دوم:
الحمد لله لولیه و الصلوة علی نبیه و آله و عترته اجمعین: اما بعد اینست صورت احکام مطاعه که از بابت رفاه حال رعایا و عجزه نیشابور عز صدوره یافته:
اولاً حکم جهانمطاع شد آنکه در این وقت شمه‌ای از عواطف بینهایت شاهانه و شر ذمّه از الطاف بیغایت خسروانه شامل حال و کافل آمالی آمان و جمهور رعایا و متوطنین و سکنه بلده نیشابور فرموده از ابتداء چهارماهه سیچقان ئیل دروازه‌بانی بلده مذکوره را به تخفیف و تصدیق مقرر فرمودیم که من بعد احدی باین علت یک دینار و یکمن بار از کسی خصوصاً از تجار رونده و آینده طلب ننماید و مستوفیان عظام کرام دیوان اعلی این عارفه را دربارهٔ کافه متوطنین الکاء مذکور مخلد و بر دوام دانسته در دفاتر خلود مؤکد به لعنت نامه ثبت نموده از تیول و تیولداران وضع نمایند و من به به تیول عمل ننمایند خلاف کننده آن را مورد سیاست و غضب پادشاهی دانسته در این ابواب غدغن کرده تخلف نورزند و در عهد دانند. تحریراً فی تاریخ رمضان المبارک سنه ۱۰۲۱ هق.
همچنین در ۱۷۱۴م به فرمان حاکم نیشابور، عباس‌قلی خانِ بیات بازسازی شده‌است. متن این سنگ‌نوشته که بالای محرابِ ایوانِ اصلی است:
| آسمان مکرمت عباسقلی خان آنکه بود             |  | سرکشان را نقش پا بر درگهش نقش جبین  |
| آن جهان معرفت از معدلت چون آفتاب             |  | سایه گستر ذره پرور فیض بخش عالمین   |
| آنکه در عرش جلالت ذات آن عالی‌نسب             |  | آنکه در قصر عدالت حکم او کرسی نشین  |
| رایت دولت بهر جانب که برافراشتی              |  | فتح و نصرت در رکابش از یسار و یمین  |
| قبه و ایوان این مسجد ز بهر یادگار            |  | ساخت چون خلد برین از فضل رب‌العالمین |
| از علّو همت او سقف او مرفوع شد                |  | می‌زند از رفعتش صد طعنه بر چرخ برین  |
| نه همین تعمیر مسجد کرد وزو معمور شد          |  | بعد افغانی ز ویرانی نشابور این چنین |
| ساخت از بس با صفا رضوان چو دید این آیه خواند |  | «هذه جنات عدن فادخلوها خالدین       |
| هرکس این بیت‌المقدس دید گفتا از سما           |  | بیت معمورست نازل گشته در این سرزمین |
| فوج فوج قدسیان بهر عبادت ز آسمان             |  | بر زمین آیند تا سایند بر خاکش جبین  |
| صاحب این خانه او را در جزای این عمل          |  | خلد بخشد حشر سازد با امیرالمؤمنین   |
| بود از فرکام او حاجی محمد ساعیش              |  | مشهتر جراح و محبوب قلوب مسلمین      |
| گفت معمار قضا هنگام این بیت شرف              |  | مسجد شهر نشابور از چه دارد چنین     |
| گفتمش ای بی بصریت زیب و زیور یافته‌است        |  | از قدوم زایر این قبله گاه مسلمین    |
| عزت از تعمیر در انجام این عالی بنا           |  | سر بزانو در تفکر بود کلک دوربین     |
| سر ز جا برداشت بر ایوان و لوح او نوشت        |  | مسجد بیت الحرام و قبله گاه مسلمین   |

در سوی این سنگ‌نوشته، یکی دیگر نیز هست:
قوله تعالی:انّ اصحاب الجَنّة الیوم فی شُغلٍ قال الله تعالی یا اَیّتها النّفس المطمئنَّة اِرجعی الی ربّک راضیةً مرضیة فادخلی فی عبادی و ادخلی جنّتی.
در مرآت البلدان که نوشتهٔ محمدحسن اعتمادالسلطنه در ۱۸۷۷م است، دربارهٔ روبه‌ویرانی بودن شبستان آن و وقف‌های بسیار این مسجد آمده‌است.

## ساختار
مساحت کل مسجد حدود ۷۰۸۳ و زیر بنای آن ۴۳۷۷ متر مربع است. درگاه اصلی آن، شمالی است که از بیرون سردری مقرنسکاری‌شده دارد و وابسته به بازسازی‌های پسین است. آرامگاه سازندهٔ آن در زیرزمینی بخش شمال‌شرقی‌اش جای دارد. صحن مسجد جامع نیشابور ۵۹–۴۵ متر است و حوضی در وسط آن هست. ایوان‌های سه‌گانه آن به‌سوی سه جهتِ شمال، شرق و غرب است که رواق‌دار است.
ایوان جنوبی این مسجد، بزرگ‌ترین ایوان است که ۱۹/۵ متر بلندا دارد که نقش مقصوره و شبستان است. تا دهه دهه ۱۹۷۰ م، گلدسته داشته که برچیده شده‌است. در میان این شبستان، محراب اصلی جای دارد که با مقرنس‌کاری شده‌است. طاقنمای محراب فعلی ‚ یک نیم هشت ضلعی با ازاره‌ای مرکب از کاشی آبی و سفید است که احتمالاً مربوط به دوره صفوی است. بالای محراب، سنگ‌نوشتهٔ بازسازی (قاجاری) است و یک سنگ‌نوشتهٔ قرآنی (تیموری) است که هردو به خط ثلث است.

نمای ایوان‌های از طرف صحن با طاقنماها و تزیینات آجری ساده نماسازی شده‌است. بررسی سازه‌های دیوارهای ایوان جنوبی و وابستگی‌شان با شبستان‌های مجاور، نشانهٔ چند مرحلهٔ بازسازی دارد. در چهار سوی مسجد، شبستان‌هایی با ستون‌ها و سقف‌های ضربی آجری قرار دارد که با وجود بازسازی‌ها، اصات هنری را نگه‌داشته‌اند. شبستان‌های مجاور دیوار جنوبی، در طرف راست، شش دهانه در عرض و چهار دهانه به موازات ایوان دارند؛ با این تفاوت که دهانه‌های شبستان سمت چپ بسیار بزرگتر از دیگری است. ابعاد پایه طاق‌ها در همه جای مسجد یکسان نیست. بر روی این پایه‌ها ‚ قوس‌هایی با آجرچینی جناغی و بر روی آن‌ها طاق‌های گنبدی قرار گرفته‌است که در میان آن‌ها حداقل یک نمونه از طاق بخش بخشی با باریکه‌های متقاطع (کاربندی) وجود دارد. ظاهراً بقیه طاق‌ها همگی مربوط به دوره پس از تیموری هستند. نمای شبستان‌ها از طرف صحن بازسازی شده و فاقد اصالت تاریخی و هنری است.

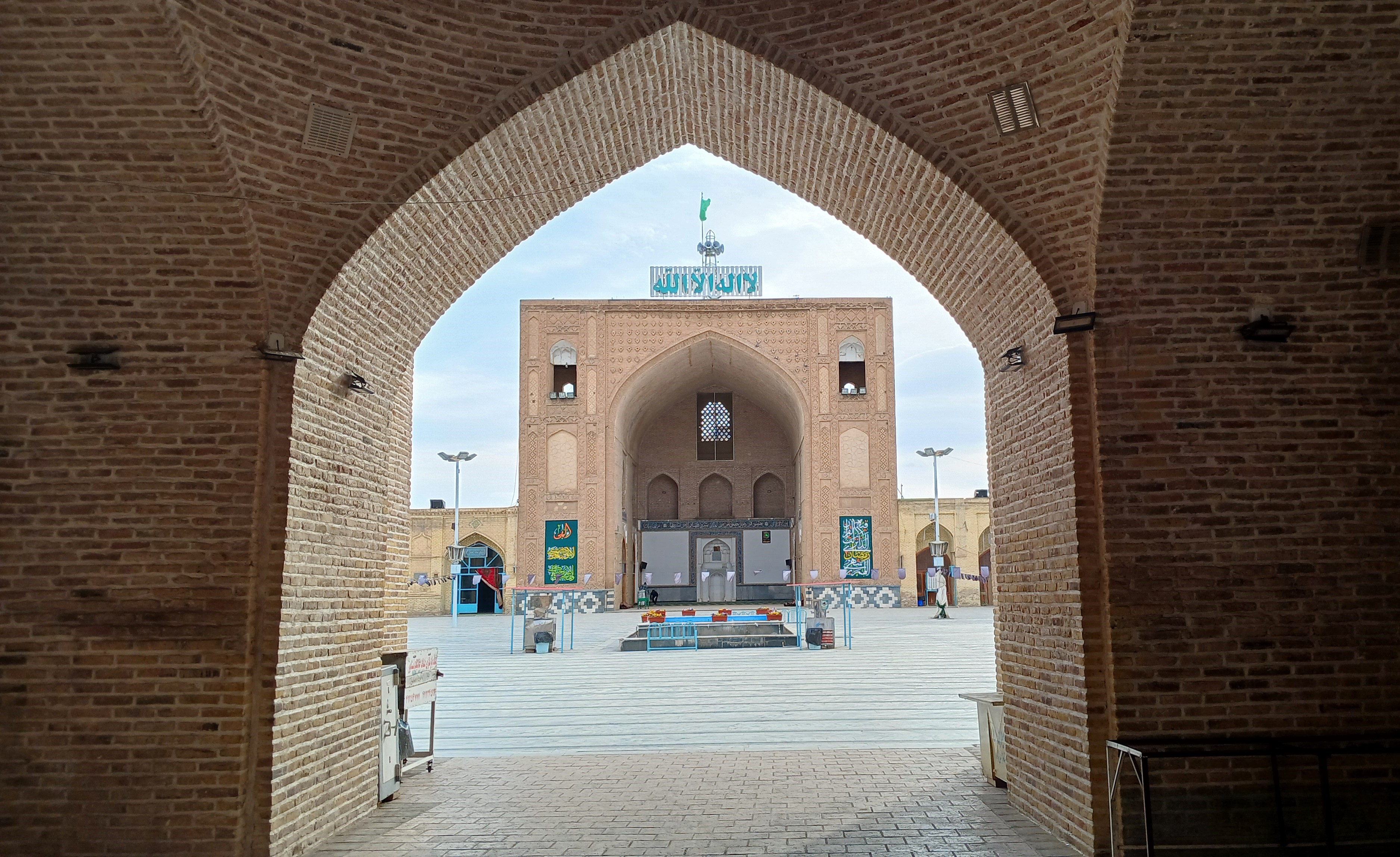
نمای ایوان جنوبی مسجد از سمت ایوان شمالی

## نگارخانه

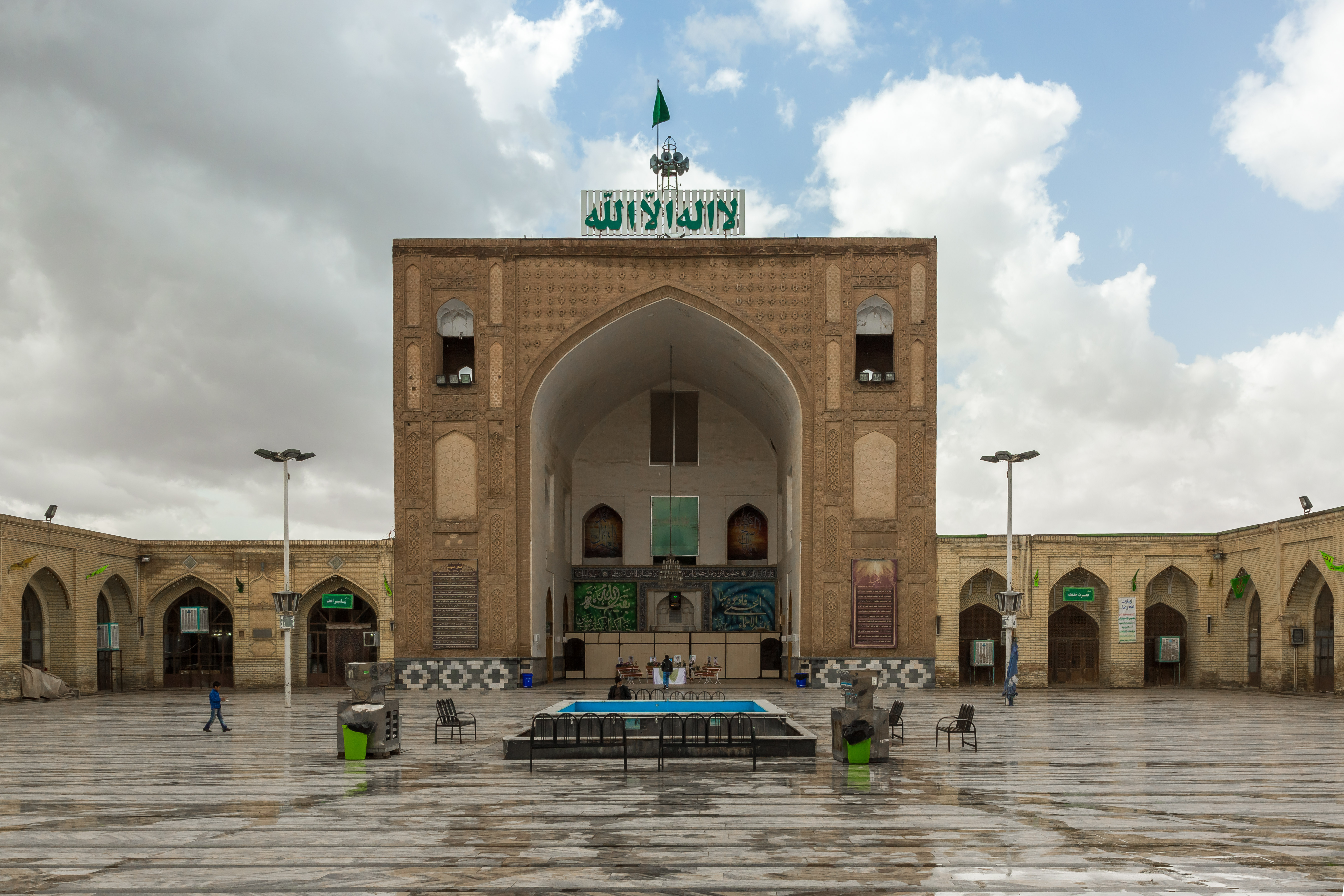
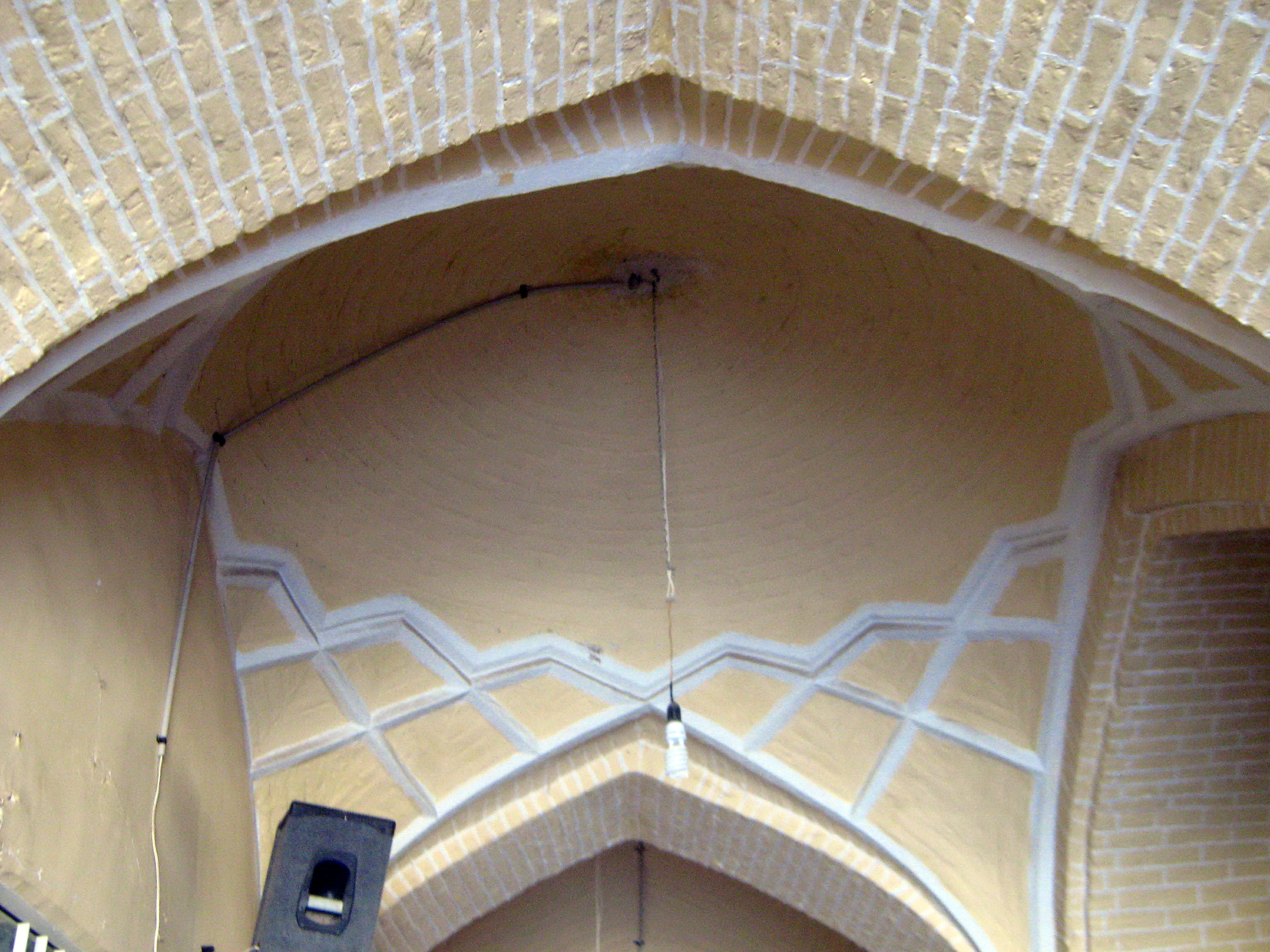
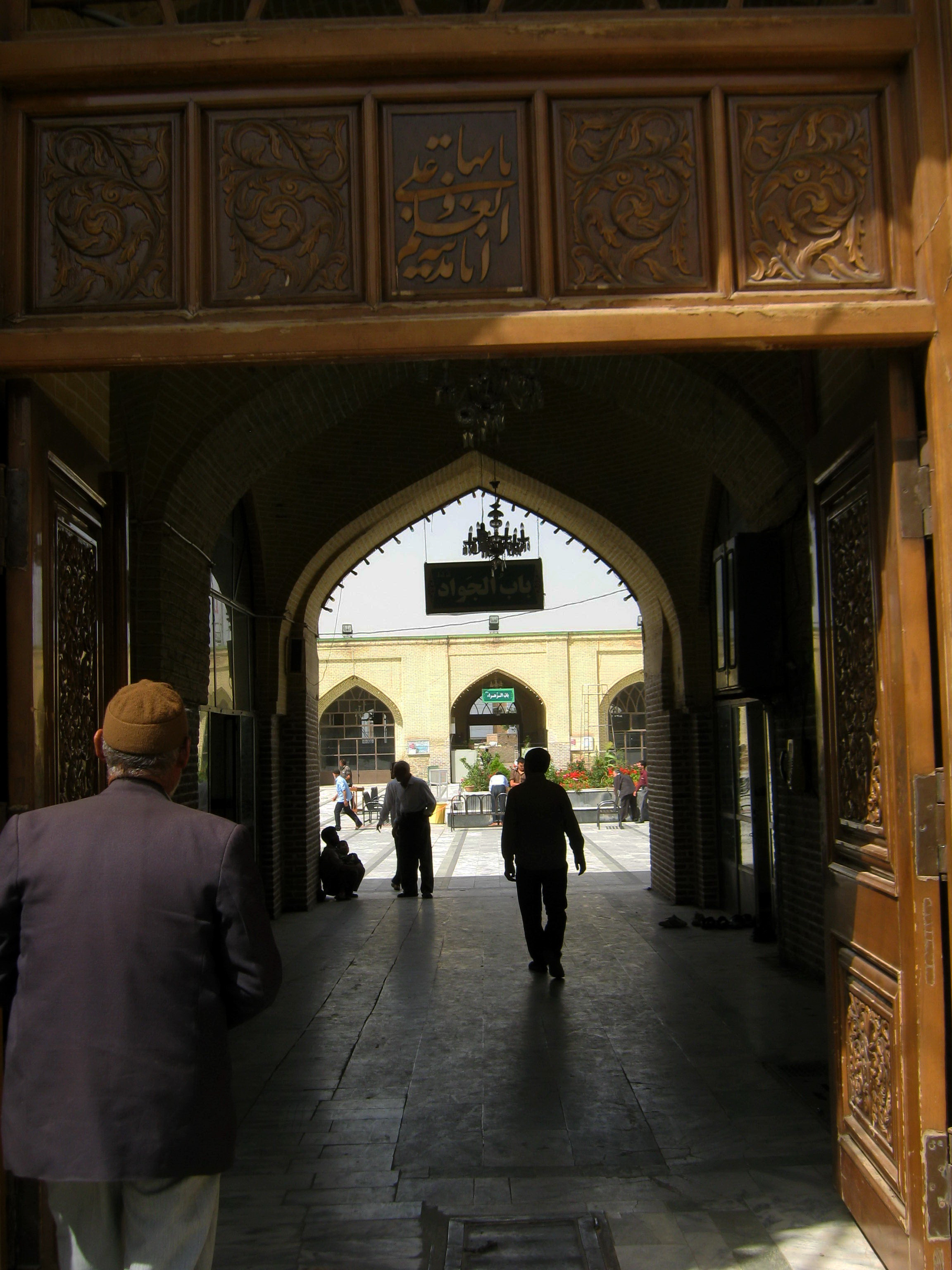
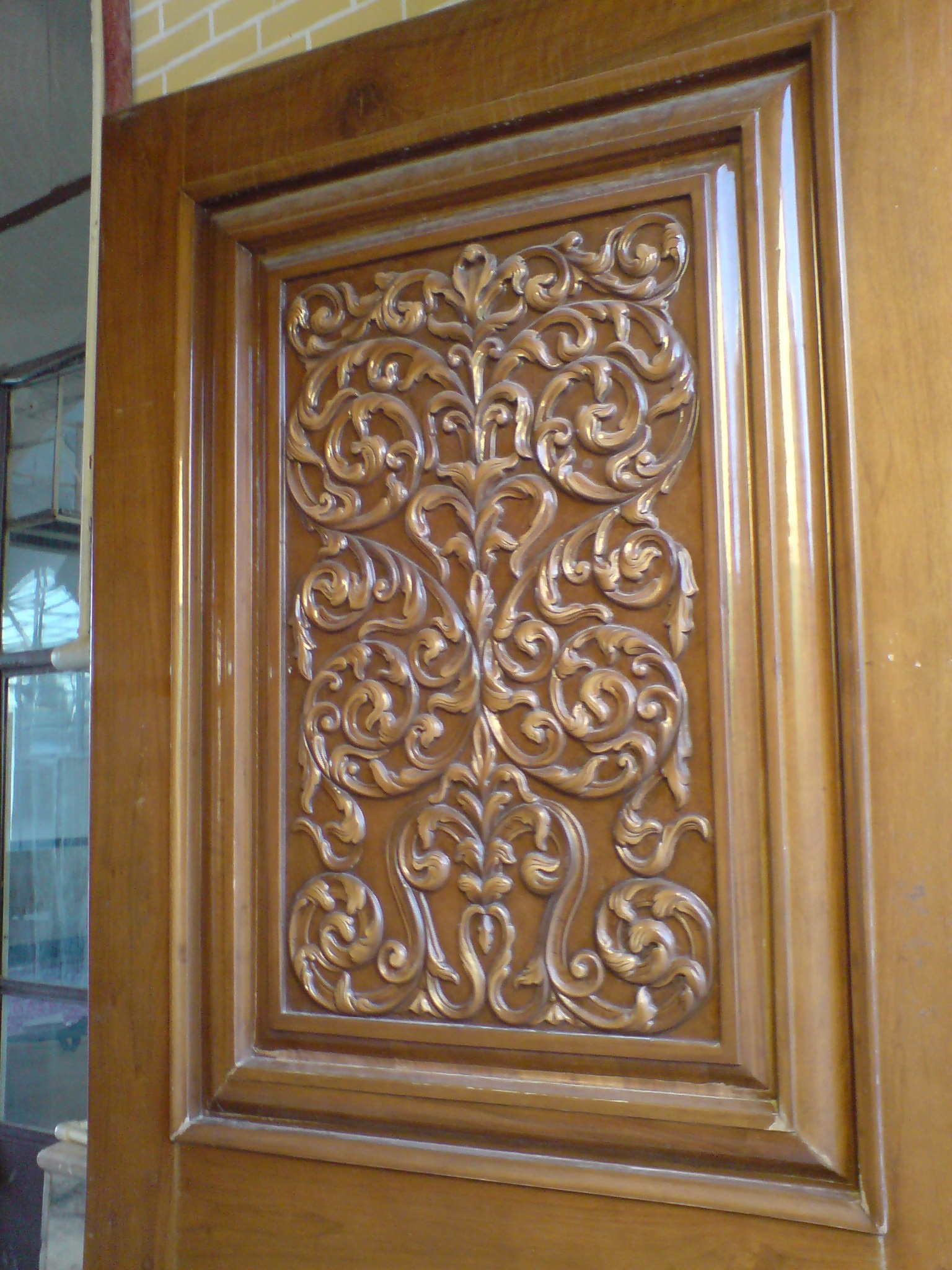
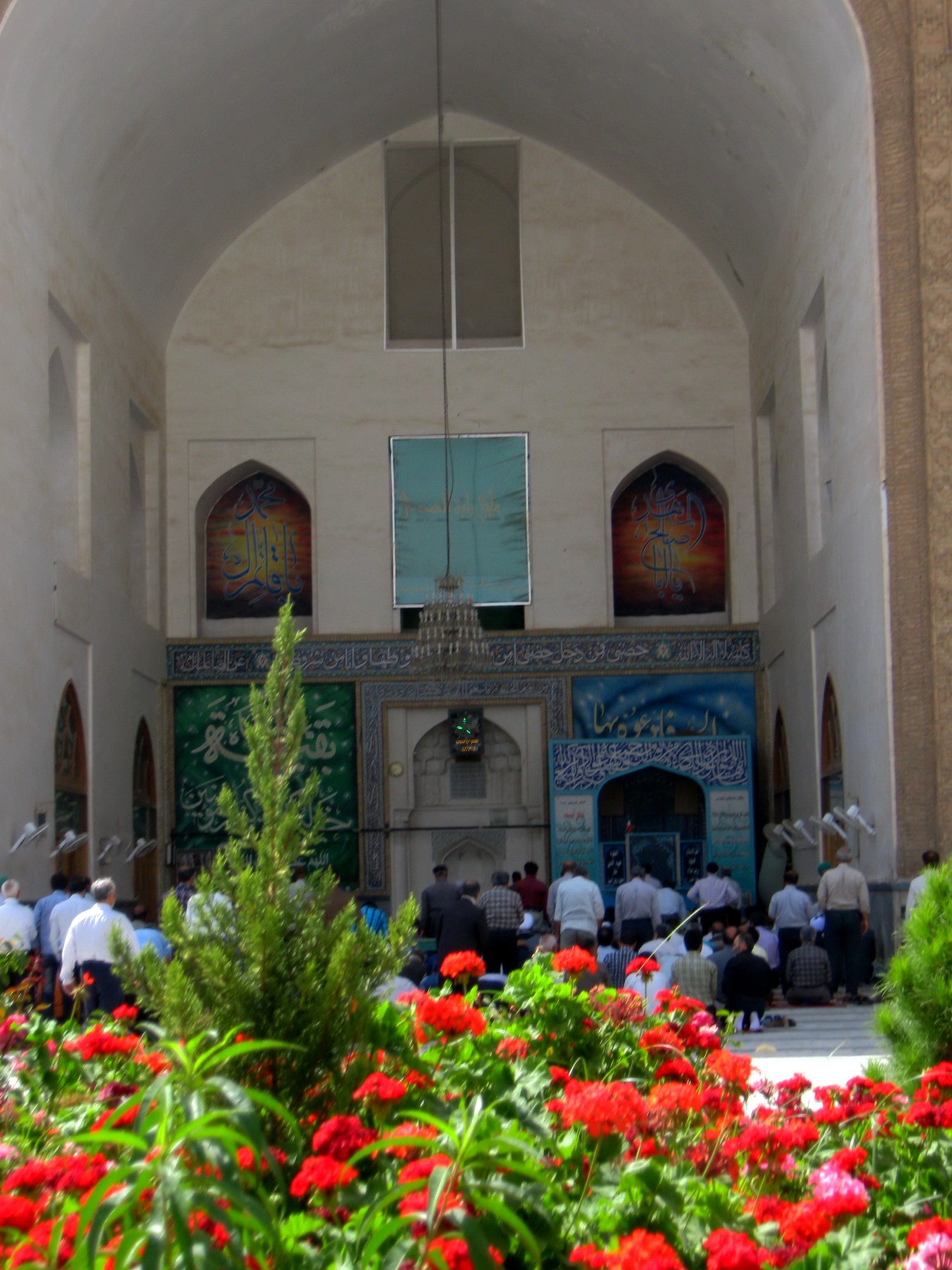
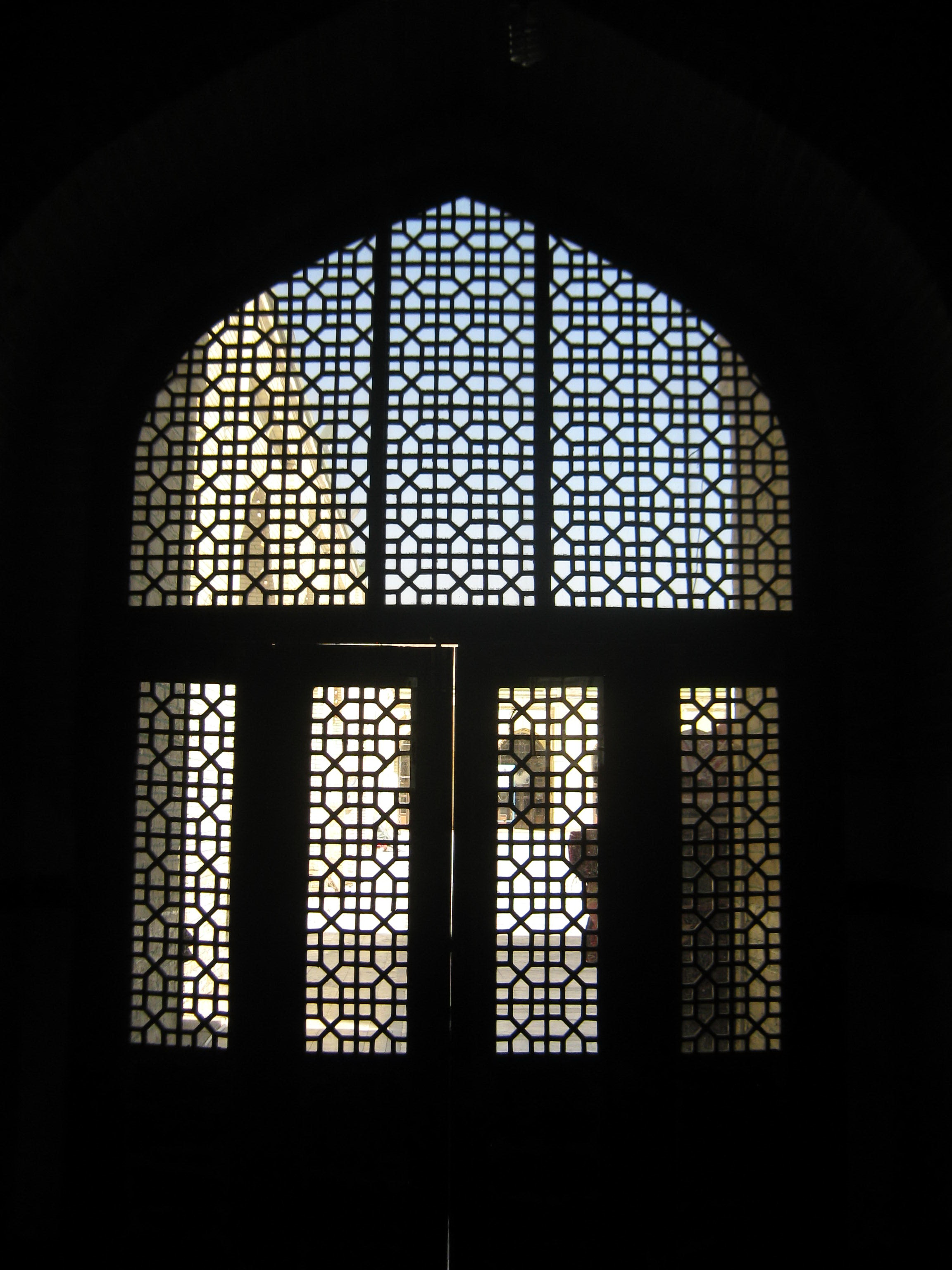
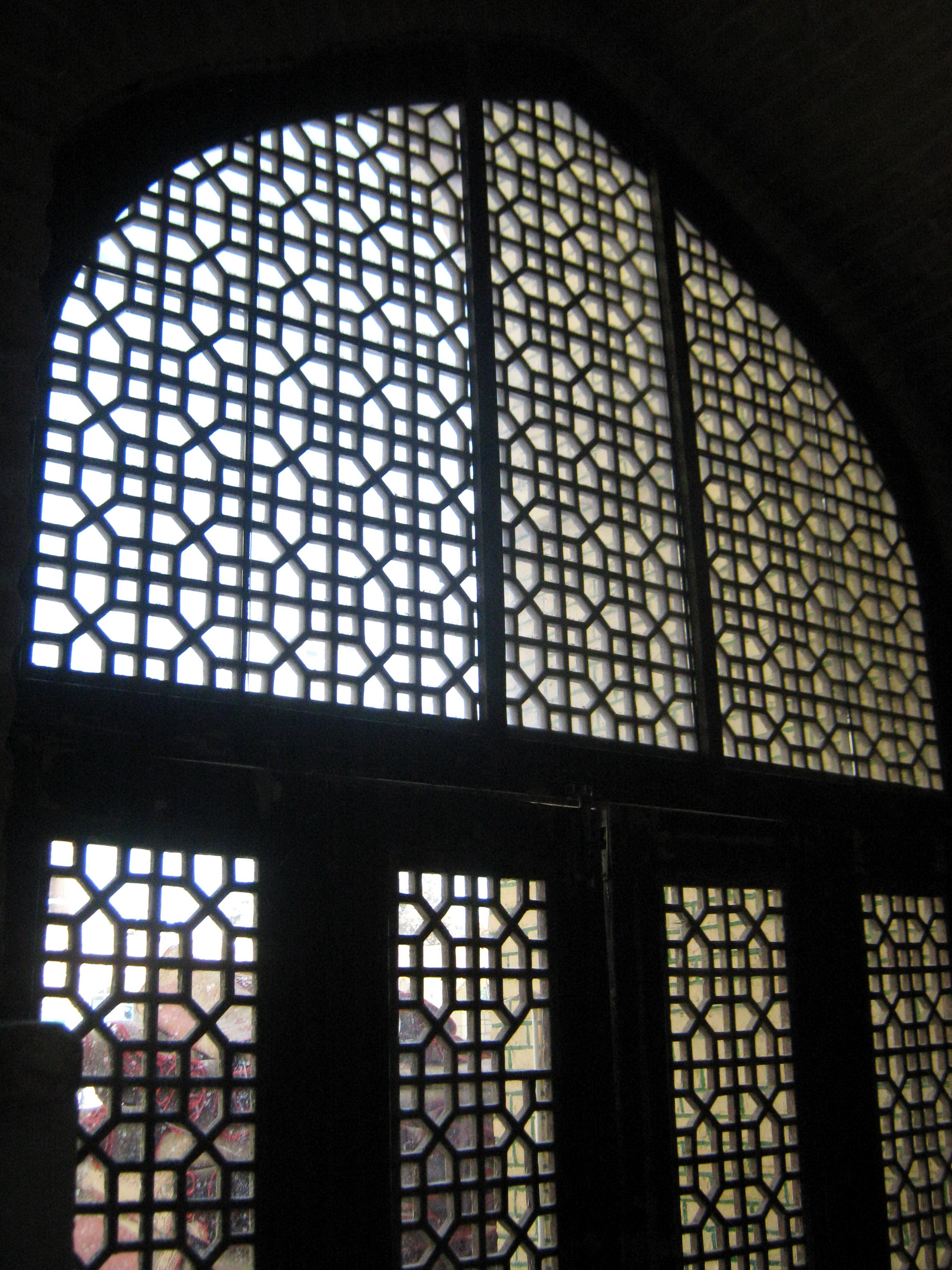
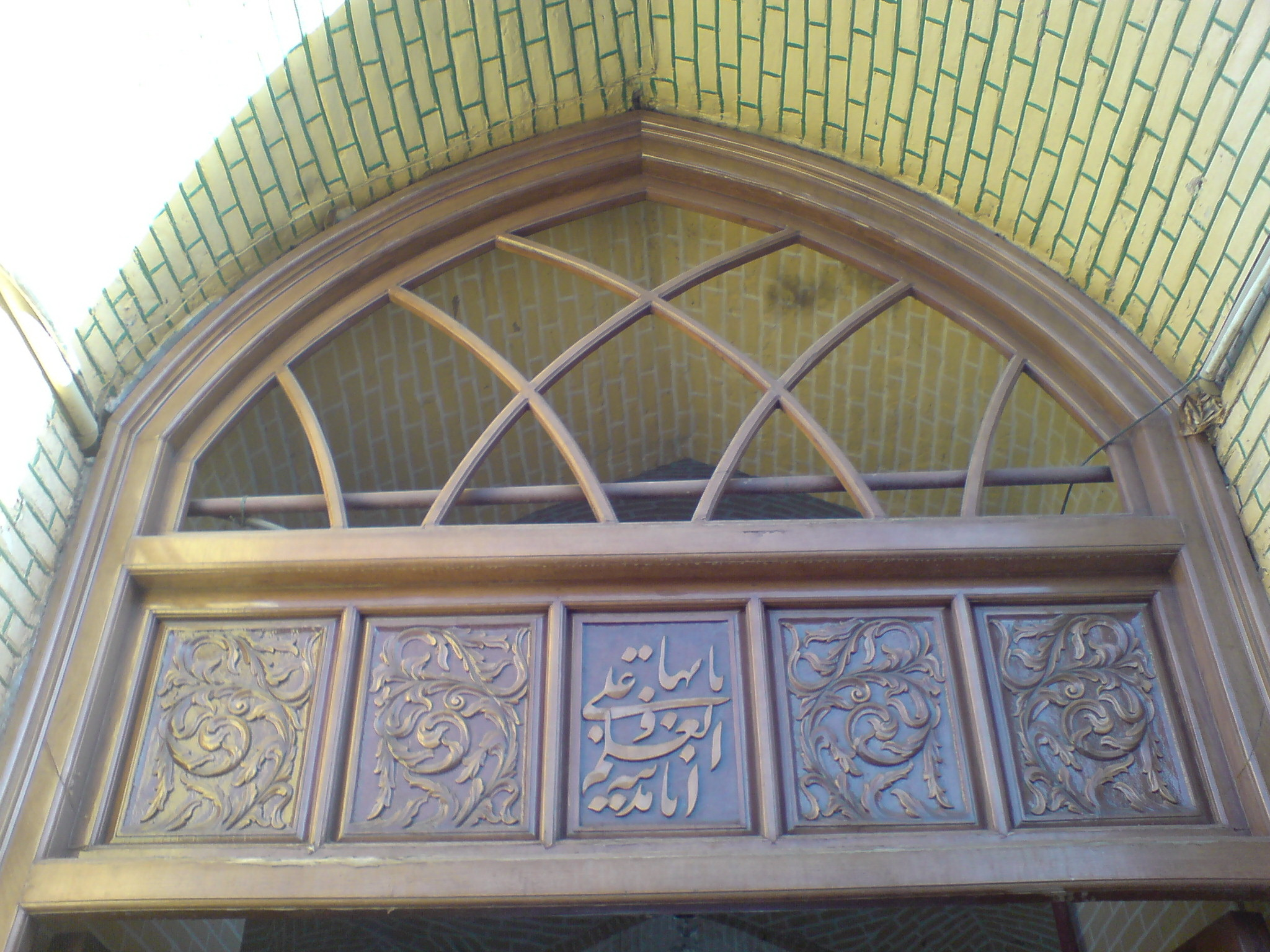
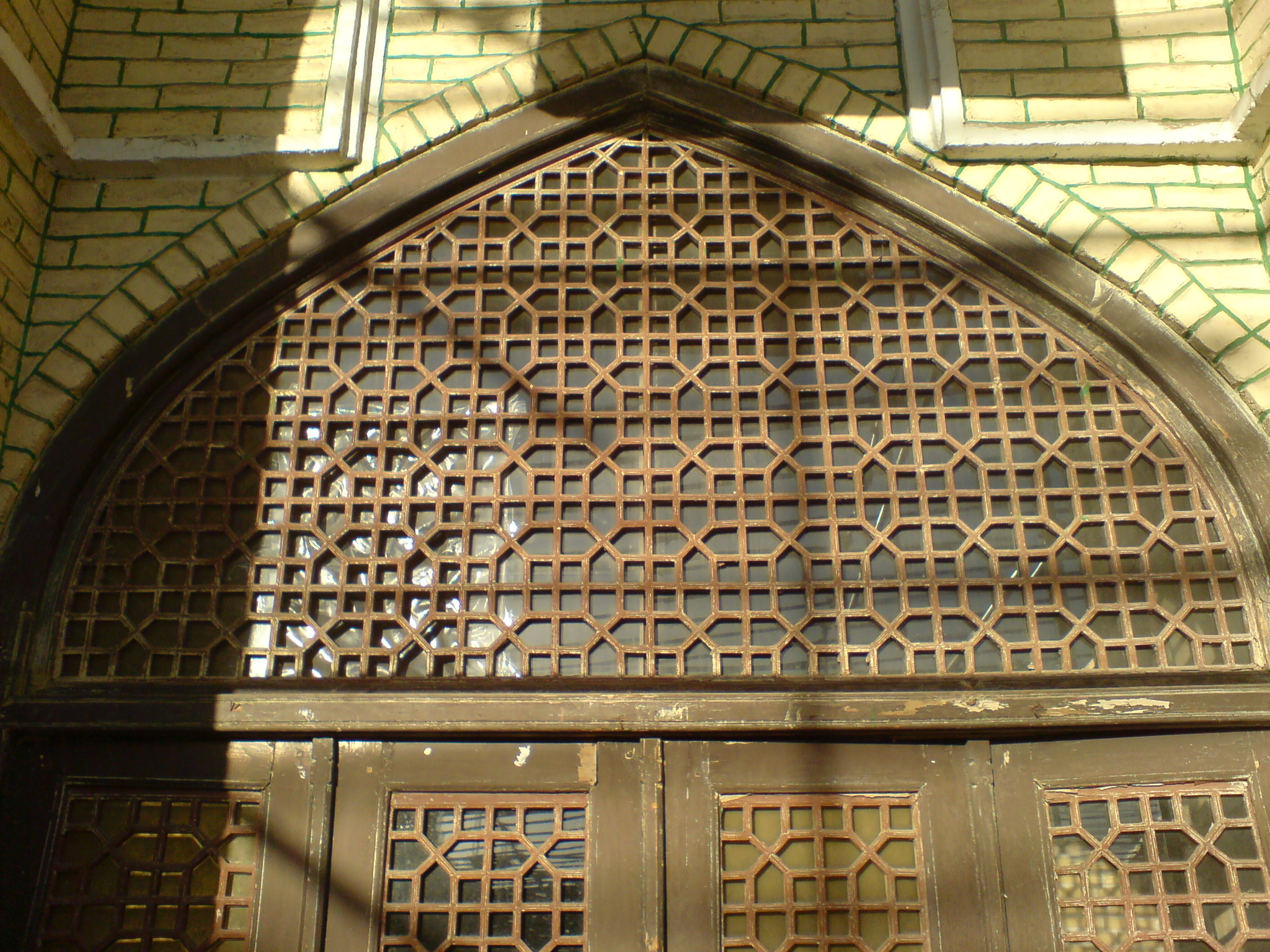
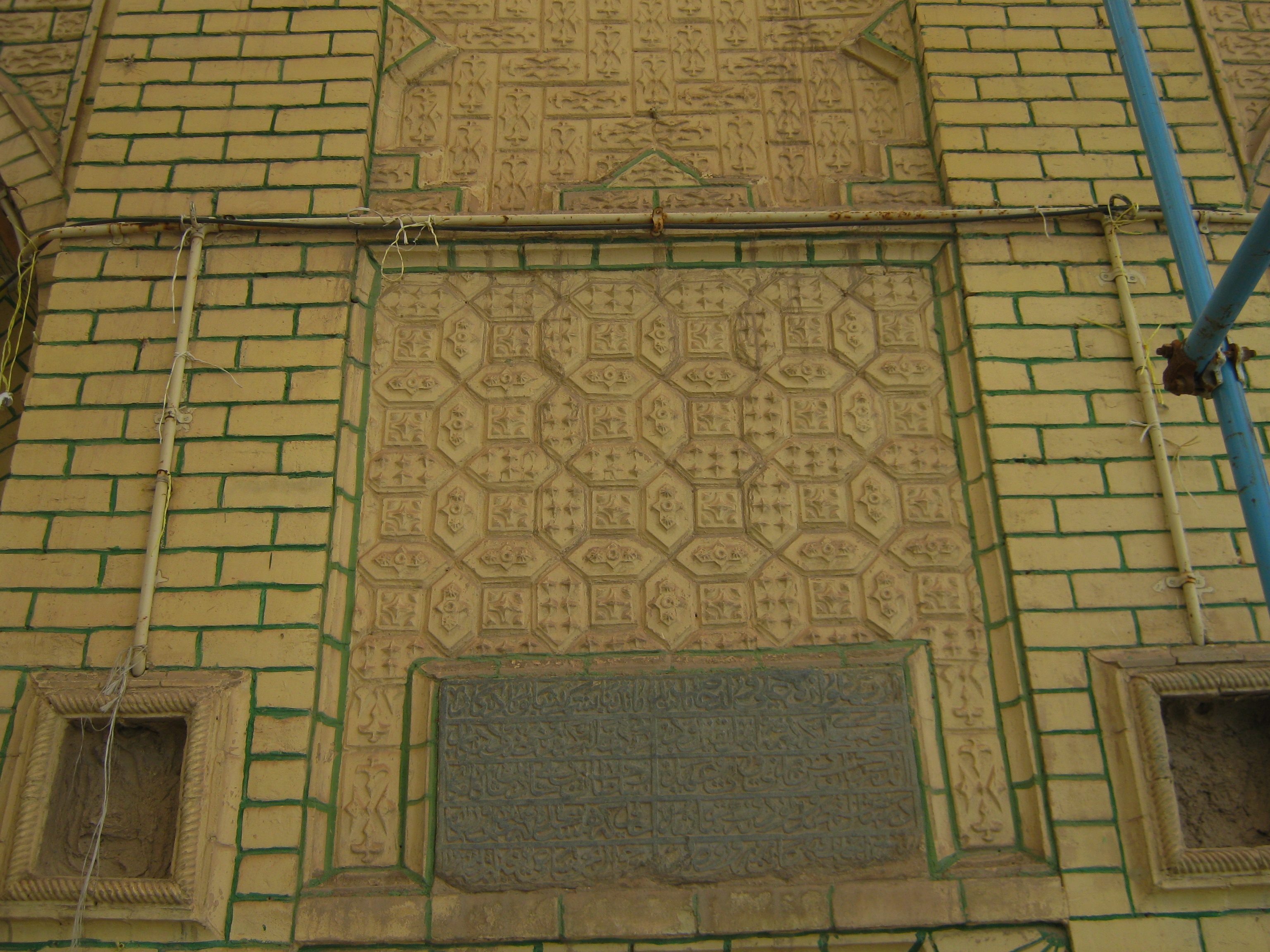
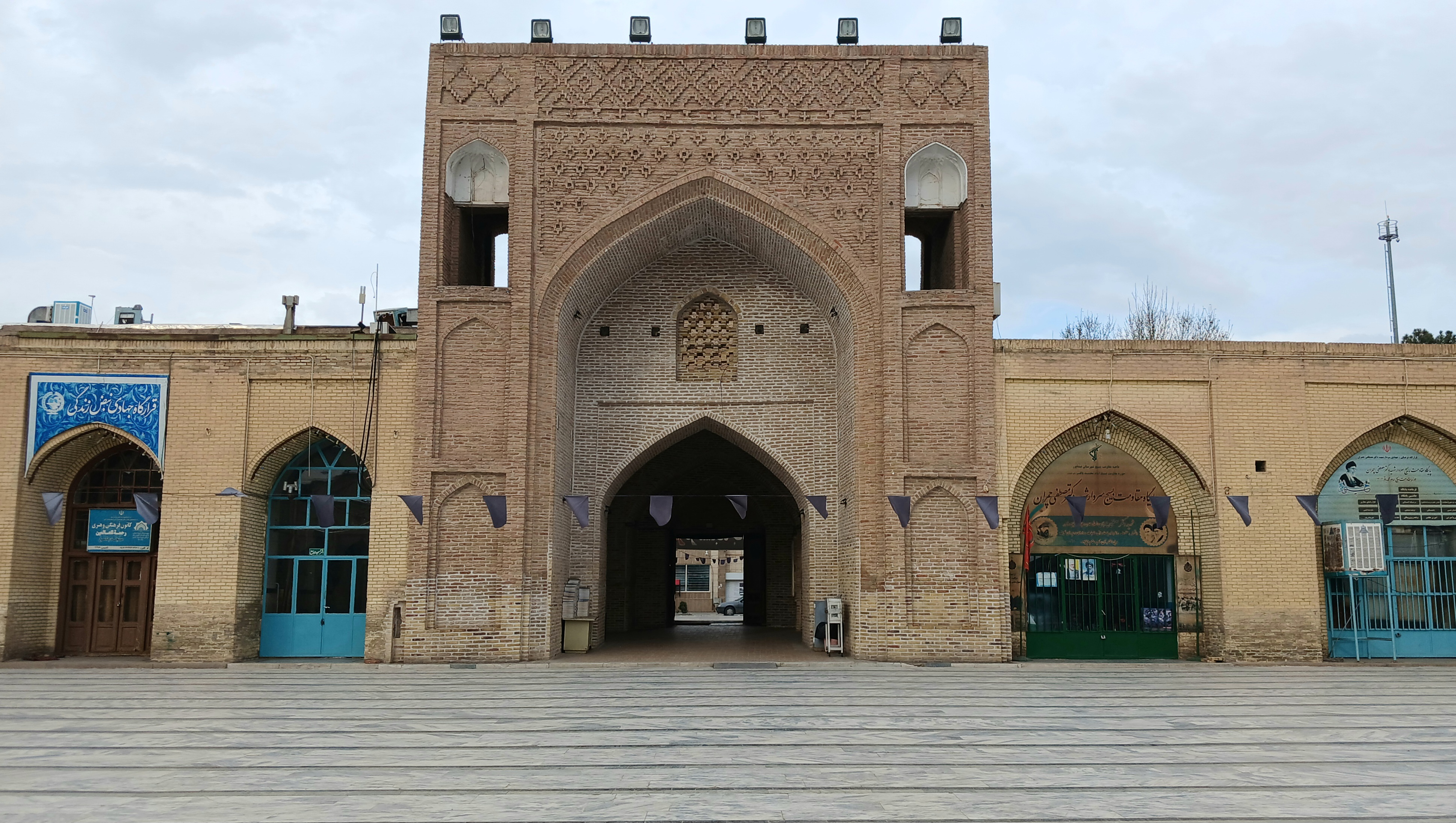
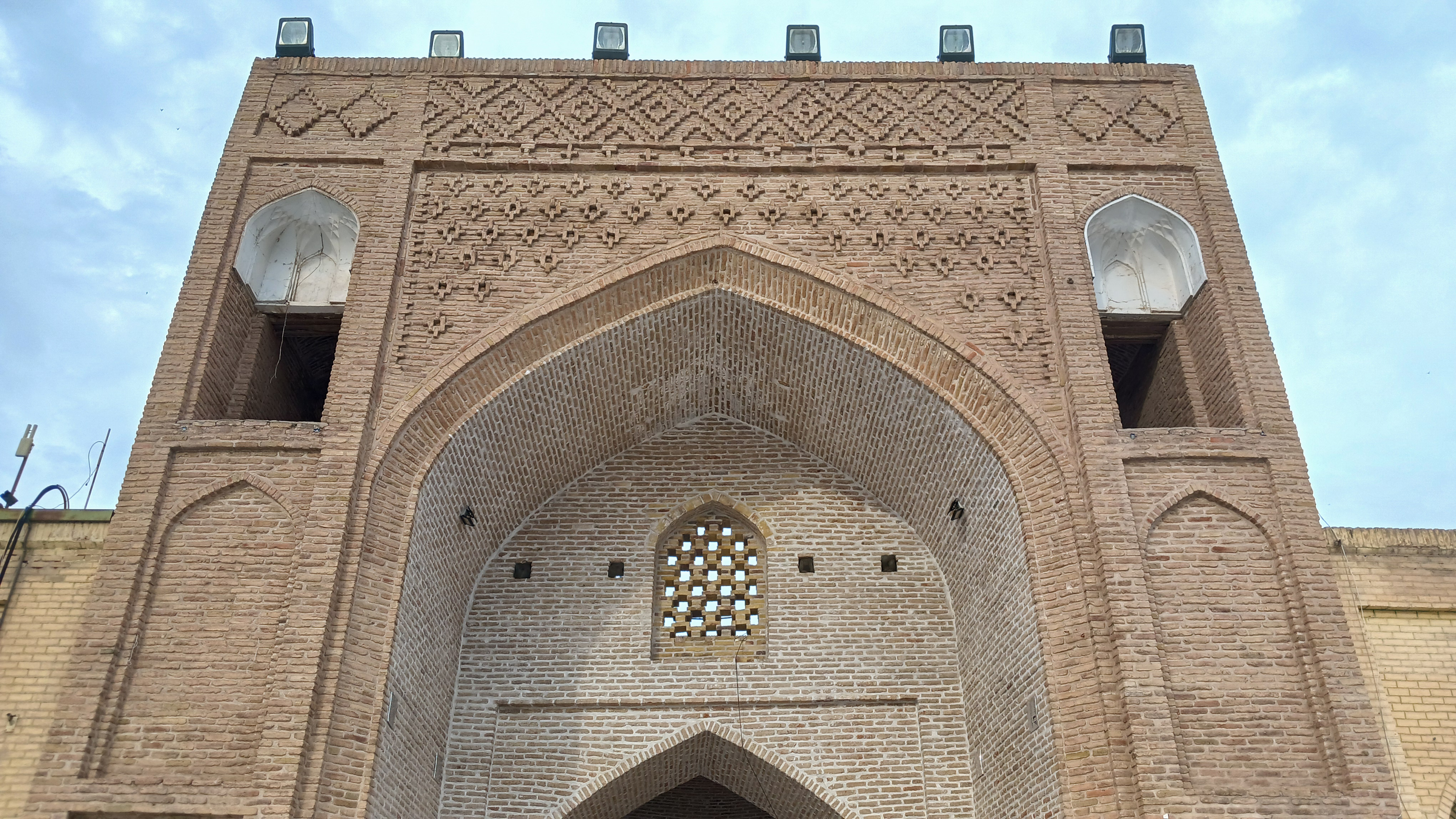
جزئیات آجرکاری و گره‌چینی های بالای ایوان شمالی مسجد
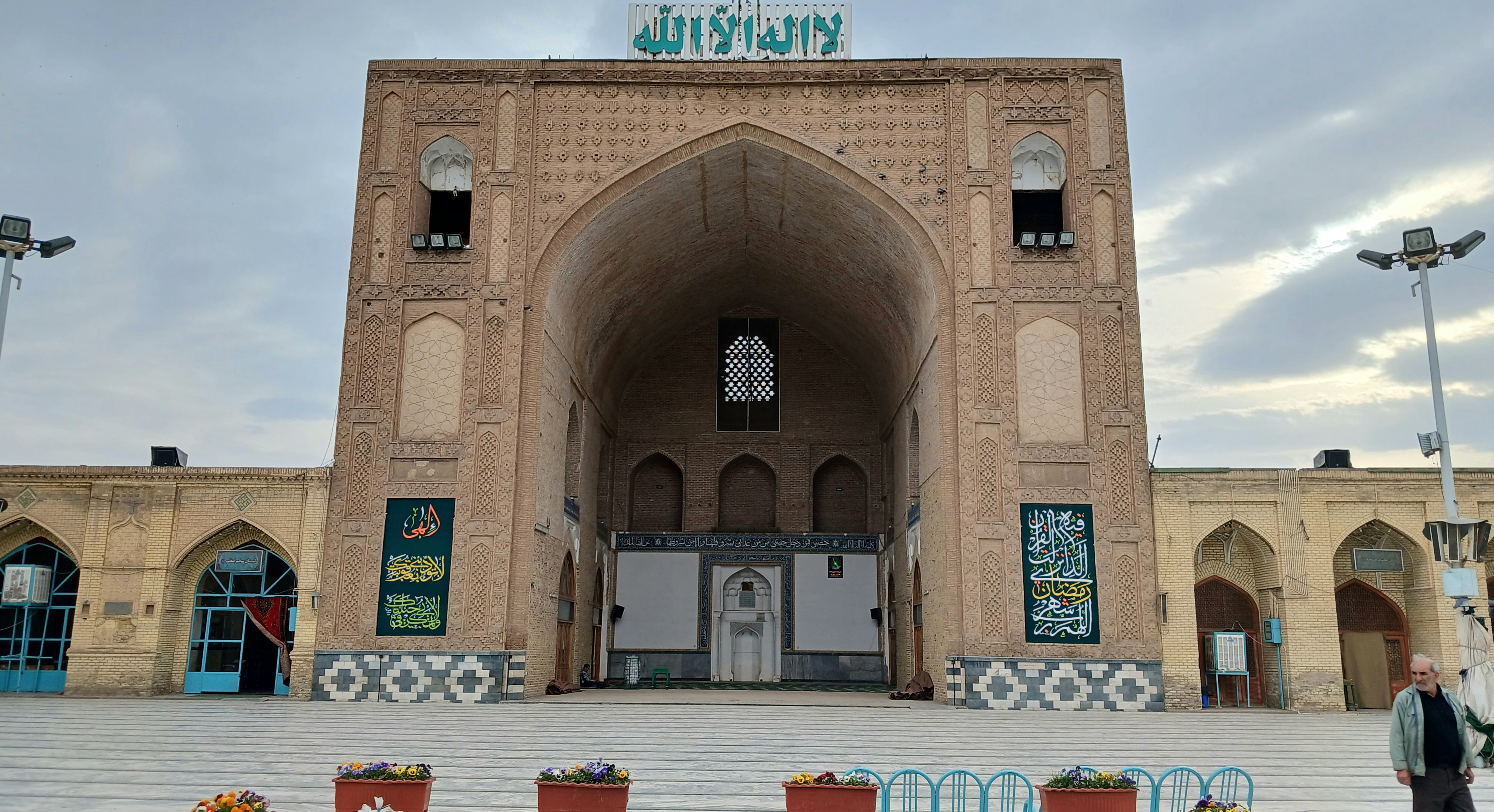
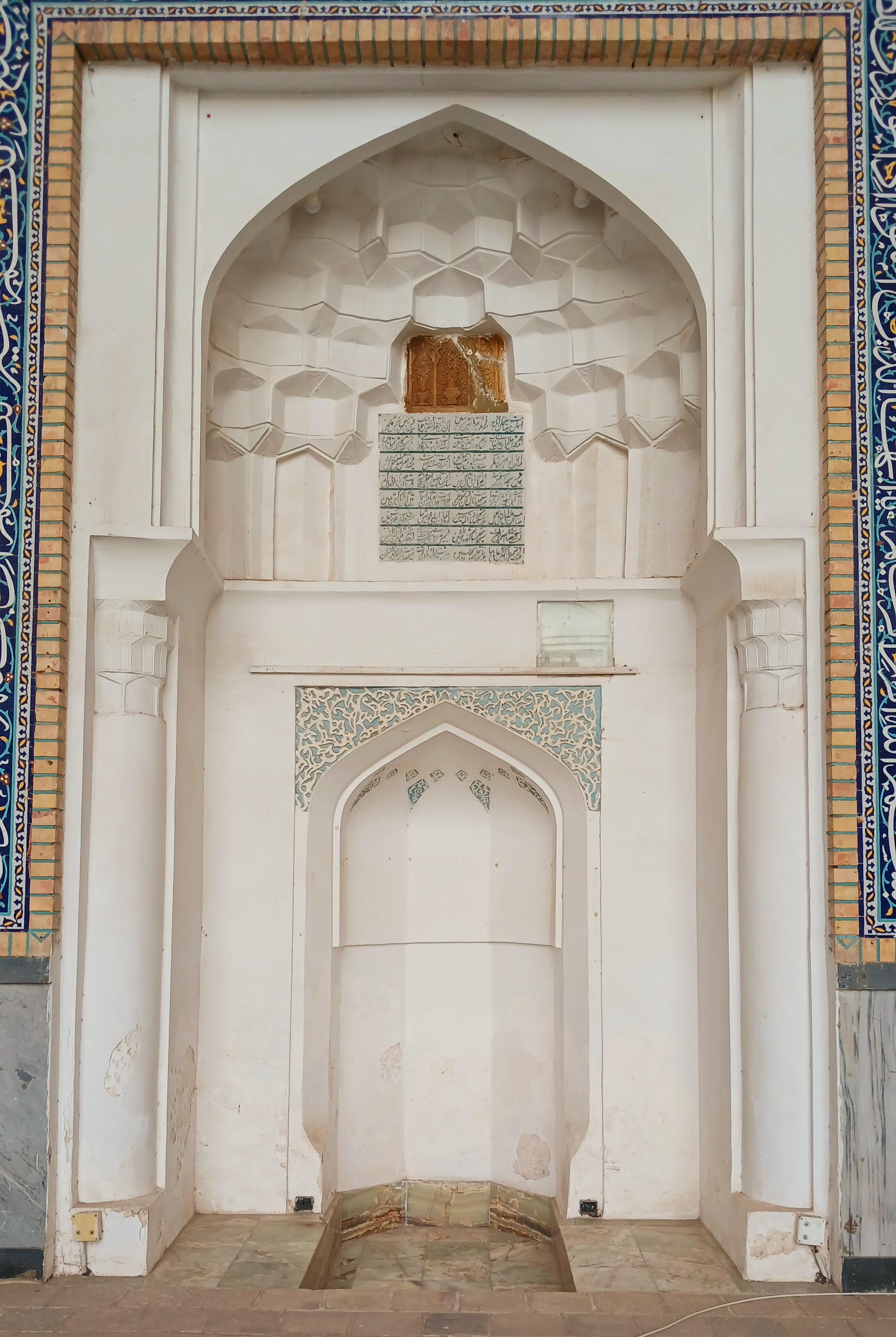
محراب زیبای مسجد